# Pader
Pader – miasto w Ugandzie, stolica dystryktu Pader.